# Дель Карриль, Уго
Пьер Бру́но У́го Фонта́на (исп. Pierre Bruno Hugo Fontana, более известный как У́го дель Карри́ль исп. Hugo del Carril; 30 ноября 1912, Буэнос-Айрес, Аргентина — 13 августа 1989, там же) — аргентинский кинорежиссёр, продюсер, сценарист, актёр и певец.

## Биография
В кино дебютировал в 1937 году как актёр. Получил широкую известность в основном в фильмах развлекательного характера. Неоднократно с экрана исполнял танго. Как режиссёр дебютировал в 1949 году. В своих фильмах пытался сохранить баланс между социальной направленностью картин и коммерческой успешностью, отдавая предпочтение мелодрамам. Был продюсером, сценаристом и актёром большинства своих фильмов. Снимался как актёр у многих аргентинских режиссёров.
Был женат на Алисии Сиксте Родригес (1935—1937) и Виолете Куртуа (1963—1986). Его дети: Уго Мигель Фонтана, Эва Фонтана, Марсела Алехандра Фонтана, Аморина Фонтана.

## Избранная фильмография

### Режиссёр
- 1949 — Одна из историй 1900 года / Historia del 900
- 1950 — Кровавые борозды / Surcos de sangre (по Герману Зудерману)
- 1951 — / El negro que tenía el alma blanca
- 1952 — Текут мутные воды / Las aguas bajan turbias (по Альфредо Вареле)
- 1955 — Кинтрала / La Quintrala
- 1956 — Вдали от забвения / Más allá del olvido
- 1958 — / Una cita con la vida
- 1959 — Белые земли / Las tierras blancas
- 1960 — / Culpable
- 1961 — / Amorina
- 1961 — Эта земля — моя / Esta tierra es mía
- 1963 — / La calesita
- 1964 — Доброй ночи, Буэнос-Айрес / Buenas noches, Buenos Aires
- 1975 — Я убил Факундо / Yo maté a Facundo

## Награды
- 1952 — Лучший аргентинский фильм («Текут мутные воды»)
- 1961 — Главный приз Второго Московского международного кинофестиваля («Эта земля — моя»)